# Gamo 4-chome (métro d'Osaka)
Gamo 4-chome (蒲生四丁目駅, Gamō-Yonchōme-eki) est une station du métro d'Osaka sur les lignes Nagahori Tsurumi-ryokuchi et Imazatosuji dans l'arrondissement de Jōtō à Osaka.

## Situation sur le réseau
La station Gamo 4-chome est située au point kilométrique (PK) 10,2 de la ligne Nagahori Tsurumi-ryokuchi, entre les stations  Kyobashi et Imafuku-Tsurumi, et au PK 9,4 de la ligne Imazatosuji, entre les stations Sekime-Seiiku et  Shigino.

## Histoire
La station a été inaugurée le 20 mars 1990 sur la ligne Nagahori Tsurumi-ryokuchi. La ligne Imazatosuji y arrive le 24 décembre 2006.

## Services aux voyageurs

### Accès et accueil
La station est ouverte tous les jours.

### Desserte

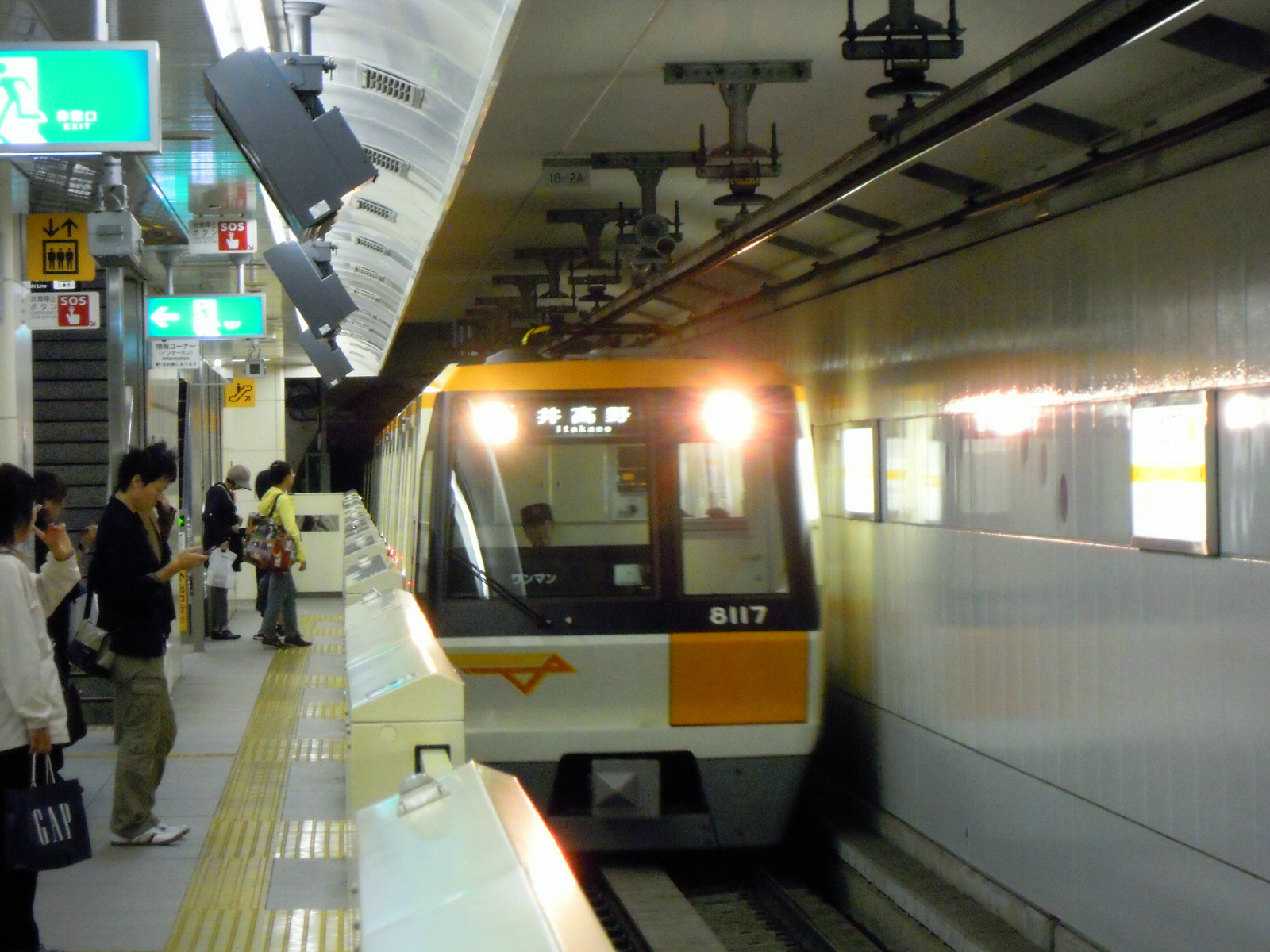
Quai de la ligne Imazatosuji

- Ligne Nagahori Tsurumi-ryokuchi :
  - voie 1 : direction Kadoma-minami
  - voie 2 : direction Taisho
- Ligne Imazatosuji :
  - voie 1 : direction Imazato
  - voie 2 : direction Itakano

## Dans les environs
- Rivière Neya